# Kinder, Mütter und ein General
Kinder, Mütter und ein General ist ein deutscher Spielfilm aus dem Jahr 1955. Der Film entstand nach einem Roman von Herbert Reinecker. Im Verleihbezirk Düsseldorf lief der Film auch unter dem Titel Hauen Sie ab mit Heldentum.

## Handlung
Der Film spielt gegen Ende des Zweiten Weltkriegs. Der Krieg ist für Deutschland verloren, dennoch ziehen immer noch Jungen freiwillig für Hitler in den Krieg. In der Nähe von Stettin ist die Kriegsfront bereits nah. Fanatisch zieht eine Gruppe von Gymnasiasten in den Krieg. Ihre Mütter wollen jedoch nicht akzeptieren, dass ihre Söhne in den letzten Monaten des Krieges noch für den Führer fallen sollen und machen sich auf die Suche nach ihnen. Sie erfahren, dass sie der Gruppe von Hauptmann Dornberg angehören. Und tatsächlich können sie ihre Jungs aufspüren. An der Front treffen sie auf sture Offiziere und desillusionierte Soldaten. Motiviert sind einzig die eigenen Söhne, die auf keinen Fall mit den Müttern heim wollen. Ein älterer, erfahrener Soldat, der ebenfalls nicht einsieht, dass diese Jungs unnötig sterben sollen, versteckt die Mütter schließlich mit den Söhnen in einer Scheune, während die Front weiter nach Westen rückt.

## Hintergrund
Der Film wurde im Atelier Hamburg-Wandsbek produziert, die Nachaufnahmen entstanden im Atelier der Bavaria Film in Geiselgasteig. Die Dreharbeiten zu dem Film fanden von Oktober bis Dezember 1954 in der Lüneburger Heide, in Walsrode und Buchholz in der Nordheide statt. Die Uraufführung war schließlich am 4. März 1955 in Hamburg.
Zu den weiteren Darstellern gehörten so bekannte Schauspieler wie Hans Mahler (u. a. Intendant und Regisseur am Ohnsorg-Theater), Elke Aberle, Horst Beck, Hans Karl Friedrich, Horst Gnekow, Hermann Kner, Paul Edwin Roth und Karl Striebeck.
Anders als in der für den deutschen Markt vorgesehenen Verleihfassung endet der Film in der für das Ausland bestimmten Fassung mit der Abfahrt der Kinder an die Front.

## Kritiken
„Ein diskussionswerter Film, der unmißverständlich die Entartung der damaligen Kriegsführung anprangert und die Zerrüttung des Menschen im totalen Krieg aus der Perspektive mütterlicher Emotionen beleuchtet. Sein Bemühen um eine Verurteilung des Krieges bleibt trotz imponierender Darsteller und guter Kameraführung allzuoft in Gefühl und Klischee stecken und erreicht nicht die Wirkung von Bernhard Wickis themenverwandtem Film Die Brücke.“

„Der Film schwankt zwischen gediegenem Filmhandwerk und engagierter Botschaft, die jedoch allzu schablonenhaft bleibt und – trotz bestechender Schauspielerleistungen – einer Dramaturgie vordergründiger Effekte verhaftet ist.“

## Auszeichnungen
- Therese Giehse wurde 1955 mit dem Deutschen Filmpreis in der Kategorie Beste Darstellerin ausgezeichnet.
- 1956 wurde der Film mit dem Golden Globe Award in der Kategorie Bester fremdsprachiger Film ausgezeichnet. Diese Auszeichnung erhielt der Film gemeinsam mit dem dänischen Film Das Wort von Carl Theodor Dreyer, dem griechischen Film Stella von Michael Cacoyannis und dem japanischen Film Kodomo no me von Yoshiro Kawazu.
- Die Filmbewertungsstelle der Länder verlieh dem Film das Prädikat „wertvoll“.
- Von der Evangelischen Filmgilde wurde der Film als „bester Film des Monats“ (Februar 1955) empfohlen.